# 6478 Gault
A 6478 Gault (ideiglenes jelöléssel 1988 JC1) a Naprendszer kisbolygóövében található aszteroida. Carolyn Shoemaker,  Eugene Merle Shoemaker fedezte fel 1988. május 12-én.